# Ley de Hess

Una representación de la ley de Hess (donde H representa la entalpía)

En termodinámica, la ley de Hess, propuesta por Germain Henri Hess en 1840, establece que: «si una serie de reactivos reaccionan para dar una serie de productos, el calor de reacción liberado o absorbido es independiente de si la reacción se lleva a cabo en una, dos o más etapas», esto es, que los cambios de entalpía Son aditivos: ΔHneta = ΣΔHr. 
Equivalentemente, se puede decir que el calor de reacción solo depende de los reactivos y los productos, o que el calor de reacción es una función de estado; en este sentido la ley de Hess es la aplicación a las reacciones químicas del primer principio de la termodinámica; debido a que fue enunciada unos diez años antes que ésta, conserva su nombre histórico.
El propósito de este planteamiento es analizar de forma muy breve las bases de la Termoquímica como una solución a problemas de transferencia de calor en dichos procesos. 
Cuando se busca saber qué tanto calor como una forma de la energía absorbida o desprendida está presente en una reacción, es porque la misma juega un papel muy importante de los cambios químicos, la pregunta obvia en este caso resulta; ¿a qué se debe esa importancia? Se debe a que en todo cambio químico hay ruptura y formación de nuevos enlaces químicos y para que haya esa ruptura, se requiere energía y algunas veces en la formación de los nuevos enlaces se requiere de menor energía para su formación y por tanto se desprende la energía sobrante, razón por la cual, el estudio del calor y de su relación con los cambios químicos resulta tan importante. Además de lo anterior es necesario también conocer si el proceso depende no solo de si el cambio se efectúa a volumen o presión constante, sino también de las cantidades de sustancia considerada, su estado físico, temperatura y presión. 
En virtud de que la cantidad de calor obtenida en una reacción depende de la cantidad de sustancia que intervino en ella, si escribimos que dos gramos de hidrógeno se queman en oxígeno para producir agua líquida, y se desprenden 68,320 calorías, entonces cuando incrementamos a cuatro gramos, el calor desprendido es doble y así sucesivamente. Esto es, que en vez de especificar la cantidad producido por gramo de sustancia para una reacción particular, es usual hacerlo de la siguiente manera:
H2 + 1/2 O2 → H2O, ∆H = - 68,320 cal
Por ejemplo, el carbono en forma de grafito puede oxidarse hasta dióxido (1) o monóxido (2) de carbono, por otro lado, el monóxido de carbono puede oxidarse hasta dióxido (3). Como se ve a continuación, la suma de las entalpías de la reacción en dos pasos (2)+(3) es igual a la entalpía de la reacción en un paso (1):

{\displaystyle {\begin{matrix}(1)\;&\mathrm {C(grafito)} &+&\mathrm {O_{2}(g)} &\rightarrow &\mathrm {CO_{2}(g)} &\;\;\Delta _{R}H_{1}=-393\,\mathrm {kJ\cdot mol^{-1}} \;\;\\\\(2)\;&\mathrm {C(grafito)} &+&{\frac {1}{2}}\mathrm {O_{2}(g)} &\rightarrow &\mathrm {CO(g)} &\;\;\Delta _{R}H_{2}=-111\,\mathrm {kJ\cdot mol^{-1}} \\\\(3)&\mathrm {CO(g)} &+&{\frac {1}{2}}\mathrm {O_{2}(g)} &\rightarrow &\mathrm {CO_{2}(g)} &\;\;\Delta _{R}H_{3}=-282\,\mathrm {kJ\cdot mol^{-1}} \end{matrix}}}

## Aplicaciones
La ley de Hess se utiliza para deducir el cambio de entalpía en una reacción ΔHr, si se puede escribir esta reacción como un paso intermedio de una reacción más compleja, siempre que se conozcan los cambios de entalpía de la reacción global y de otros pasos. En este procedimiento, la suma de ecuaciones químicas parciales lleva a la ecuación de la reacción global. Si la energía se incluye para cada ecuación y es sumada, el resultado será la energía para la ecuación global. Este procedimiento se apoya en que ya han sido tabuladas los calores de reacción para un gran número de reacciones, incluyendo la formación a partir de sus elementos constituyentes de buena parte de las sustancias químicas conocidas. Un caso relevante de este tipo de aplicación es el llamado ciclo de Born-Haber.